# بزرگراه میان‌ایالتی ۸۹
بزرگراه میان ایالتی ۸۹ (به انگلیسی: Interstate-89، مخفف:I-89) یکی از بزرگراه‌های میان ایالتی آمریکاست که مسیر شمالی-جنوبی داشته و زیرمجموعه دارد.